# Onoba muriei
Onoba muriei är en snäckart som först beskrevs av Bartsch och Alfred Rehder 1939.  Onoba muriei ingår i släktet Onoba och familjen Rissoidae. Inga underarter finns listade i Catalogue of Life.